# Echeta excavata
Echeta excavata är en fjärilsart som beskrevs av William Schaus 1910. Echeta excavata ingår i släktet Echeta och familjen björnspinnare. Inga underarter finns listade i Catalogue of Life.